# Proekoides koebergis
Proekoides koebergis är en insektsart som beskrevs av Stiller 1986. Proekoides koebergis ingår i släktet Proekoides och familjen dvärgstritar. Inga underarter finns listade i Catalogue of Life.